# Jon Faddis
Jon Faddis (Oakland, 24 luglio 1953) è un trombettista, direttore d'orchestra e compositore statunitense.
Faddis è famoso sia per il suo modo di suonare che per la sua esperienza nel campo dell'educazione musicale. Alla sua prima apparizione sulla scena, divenne noto per la sua capacità di rispecchiare da vicino il suono dell'icona della tromba Dizzy Gillespie, che era il suo mentore insieme al pianista Stan Kenton e al trombettista Bill Catalano.

## Biografia
Jon Faddis è nato a Oakland, California, Stati Uniti. A 18 anni, si unì alla big band di Lionel Hampton prima di entrare a far parte della Thad Jones/Mel Lewis Orchestra come tromba solista. Dopo aver suonato con Charles Mingus poco più che ventenne, Faddis divenne un noto musicista in studio a New York City, apparendo in molte registrazioni pop alla fine degli anni '70 e all'inizio degli anni '80.
Una di queste registrazioni è stata "Disco Inferno" con la Players Association in cui suona la tromba registrata nel 1977 sull'LP Born to Dance. A metà degli anni '80, lasciò gli studi per continuare a perseguire la sua carriera da solista, che sfociò in album come Legacy, Into the Faddisphere e Hornucopia.
Come risultato della sua crescita come musicista e artista individuale, è diventato il direttore ed il principale solista di tromba della Dizzy Gillespie 70th Birthday Big Band e della Dizzy's United Nation Orchestra.
Dal 1992 al 2002, Faddis ha guidato la Carnegie Hall Jazz Band (CHJB) alla Carnegie Hall, conducendo più di 40 concerti in dieci anni, durante i quali il CHJB ha presentato oltre 135 musicisti, oltre 70 artisti ospiti e ha proposto in anteprima opere da oltre 35 compositori e arrangiatori alla Carnegie Hall.
Faddis ha anche guidato la Dizzy Gillespie Alumni All-Stars e la Dizzy Gillespie Alumni All-Stars Big Band dal loro inizio fino al 2004, quando è stato nominato direttore artistico del Chicago Jazz Ensemble (CJE), con sede al Columbia College di Chicago nell'Illinois. Faddis ha guidato il CJE dall'autunno 2004 fino alla primavera del 2010, presentando in anteprima nuovi lavori significativi, aprendo iniziative educative pionieristiche nelle scuole pubbliche di Chicago incentrate sulla musica di Louis Armstrong e portando il CJE in nuove sedi (inclusa la presentazione del primo "Made in Chicago" serie jazz al Pritzker Pavilion di Millennium Park), guidando contemporaneamente la Jon Faddis Jazz Orchestra di New York (il successore della Carnegie Hall Jazz Band).
A partire da maggio 2010, Faddis guida il JFJONY, continuando anche a guidare il Jon Faddis Quartet e il JFQ+2. Il JFJONY è stato il protagonista dell'esibizione di Capodanno del Kennedy Center nel dicembre 2010 (disponibile come podcast su JazzSet di NPR); il JFJONY si è esibito anche al Kimmel Center di Filadelfia, al Performing Arts Center di Westchester, New York, al Newport Jazz Festival e in altri luoghi.
Nel 2006, il Jon Faddis Quartet ha pubblicato il CD Teranga (Koch Records, ora E1), con ospiti tra cui Clark Terry, Russell Malone, Gary Smulyan e Frank Wess.
Nel 1999, Faddis pubblicò il candidato ai Grammy Remembrances (Chesky Records), composto quasi interamente da ballate e caratterizzato dal lavoro del compositore/arrangiatore argentino Carlos Franzetti.
Nel 1997, Faddis ha composto l'opera jazz Lulu Noire, che è stata presentata negli Stati Uniti a Charleston, e all'American Music Theatre Festival di Philadelphia.
Faddis è apparso nel film del 1998 Blues Brothers 2000. Nel film, suona la tromba con i Louisiana Gator Boys. Faddis è anche un noto educatore di jazz e tromba.
Per oltre un decennio, Faddis ha insegnato - e continua ad insegnare - al Conservatory of Music at Purchase College-SUNY, a Westchester, New York, dove insegna tromba, lezioni e un ensemble. Rimanendo fedele alla tradizione di onorare i mentori, conduce anche masterclass, clinic e workshop in tutto il mondo; spesso porta studenti promettenti ai suoi concerti e permette agli studenti di sedersi, e ha anche prodotto numerosi CD per musicisti emergenti.
Nel luglio 2011, ha suonato un tributo a Miles Davis al Castello di Praga, ospitato dal presidente ceco, Václav Klaus, accompagnato da Lenny White alla batteria, Jaroslav Jakubovič al sassofono baritono, Tom Barney al basso ed Emil Viklický al piano.
Jon Faddis è uno Schilke Performing Artist, che si esibisce sulla tromba modello Schilke "Faddis". Suona strumenti Schilke dal 1970, utilizzandoli per quasi tutta la sua carriera e la sua completa discografia.

## Vita privata
Faddis è residente a Teaneck, nel New Jersey.
Faddis è lo zio di Madlib e Oh No, acclamati produttori hip-hop.

## Discografia

### Come leader
- 1974: Jon & Billy (Trio)
- 1976: Youngblood (Pablo)
- 1978: Good and Plenty (Buddah)
- 1985: Legacy (Concord Jazz)
- 1989: Into the Faddisphere (Epic)
- 1991: Hornucopia (Epic)
- 1995: The Carnegie Hall Jazz Band (Blue Note)
- 1997: Swing Summit: Passing on the Torch
- 1997: Eastwood After Hours: Live at Carnegie Hall (Malposo/Warner Bros.)
- 1998: Remembrances (Chesky)
- 2006: Terranga (Koch)[3]

### Come sideman
- Body Talk (CTI, 1973)
- In Your Eyes (Warner Bros., 1983)
- 20/20 (Warner Bros. 1985)
- Big Boss Band (Warner Bros., 1990)

Con Anthony Braxton
- Creative Orchestra Music 1976 (Arista, 1976)

Con Rusty Bryant
- Until It's Time for You to Go (Prestige, 1974)

Con Kenny Burrell
- Ellington Is Forever (Fantasy, 1975)

Con Michel Camilo
- One More Once

Con Ron Carter
- Parade (Milestone, 1979)
- Empire Jazz (RSO, 1980)

Con Hank Crawford
- I Hear a Symphony (Kudu, 1975)

Con Bo Diddley
- Big Bad Bo (Chess, 1974)

Con Charles Earland
- Intensity (Prestige, 1972)
- Charles III (Prestige, 1973)
- The Dynamite Brothers (Prestige, 1973)
- Kharma (Prestige, 1974)

Con Gil Evans
- Live at the Public Theater (New York 1980) (Trio, 1981)

Con Jerry Fielding
- The Gauntlet (Soundtrack) (Warner Bros., 1977)

Con Dizzy Gillespie'
- Dizzy Gillespie Jam (Pablo, 1977)
- To Diz with Love (Telarc, 1992)

Come Direttore della Dizzy Gillespie Alumni All-Stars
- Dizzy's 80th Birthday Party (1997)
- Dizzy's World (1999)
- Things to Come (Telarc, 2000)

Con Grant Green
- The Main Attraction (1976)
- Easy (1978)

Con Michael Franks
- Skin Dive (Warner Bros., 1985)

Con Johnny "Hammond" Smith
- The Prophet (Kudu, 1972)
- Higher Ground (Kudu, 1973)

Con Groove Holmes
- New Groove (Groove Merchant, 1974)

Con Billy Joel
- An Innocent Man (Columbia, 1983)

Con the Thad Jones - Mel Lewis Big Band
- Potpourri (Philadelphia International Records, 1974)
- Live in Munich (A&M/Horizon, 1976)

Con Chaka Khan
- Destiny (Warner Bros. Records, 1986)

Con O'Donel Levy
- Dawn of a New Day (Groove Merchant, 1973)
- Simba (Groove Merchant, 1974)

Con Les McCann
- Another Beginning (Atlantic, 1974)

Con Tina Turner
- Love Explosion (EMI, 1979)

Con Jack McDuff
- The Fourth Dimension (Cadet, 1974)

Con Mick Jagger
- Primitive Cool (CBS, 1987)

Con Jimmy McGriff
- Red Beans (Groove Merchant, 1976)

Con Patti Austin
- The Real Me (Qwest, 1988)

Con Aretha Franklin
- Love All the Hurt Away (Arista Records, 1981)
- Get It Right (Arista Records, 1983)

Con Eric Clapton
- August (Warner Bros. Records, 1986)
- Journeyman (Reprise, 1989)

Con Charles Mingus
- Charles Mingus and Friends in Concert (Columbia, 1972)
- Mingus at Carnegie Hall (Atlantic, 1974)

Con Mingus Dynasty
- Live at the Theatre Boulogne-Billancourt/Paris, Vol. 1 (Soul Note, 1988)
- Live at the Theatre Boulogne-Billancourt/Paris, Vol. 2 (Soul Note, 1988)

Con Phoebe Snow
- Against the Grain (Columbia, 1978)
- Something Real (Elektra, 1989)

Con Blue Mitchell
- Many Shades of Blue (Mainstream, 1974)

Con David "Fathead" Newman
- Scratch My Back (Prestige, 1979)

Con Jimmy Owens
- Headin' Home (A&M/Horizon, 1978)

Con Carly Simon
- Hello Big Man (Warner Bros., 1983)

Con Oscar Peterson
- Oscar Peterson & Jon Faddis (Pablo, 1975)

Con Lalo Schifrin
- Black Widow (CTI, 1976)
- More Jazz Meets the Symphony (Atlantic, 1993)
- Firebird: Jazz Meets the Symphony No. 3 (Four Winds, 1995)
- Lalo Schifrin with WDR Big Band: Gillespiana (1996)
- Latin Jazz Suite (1999)
- Ins and Outs – Lalo Live at the Blue Note (2002)

Con Linda Clifford
- I'll Keep on Lovin' You (Capitol, 1982)

Con Don Sebesky
- The Rape of El Morro (CTI, 1975)

Con Candi Staton
- Candi Staton (Warner Bros., 1980)

Con Marlena Shaw
- Take a Bite (Columbia, 1979)

Con Paul Simon
- Graceland (Warner Bros., 1986)

Con Julian Lennon
- Valotte (Atlantic, 1984)

Con Lonnie Liston Smith
- Reflections of a Golden Dream (RCA/Flying Dutchman, 1976)

Con Leon Spencer
- Where I'm Coming From (Prestige, 1973)

Con Bette Midler
- Thighs and Whispers (Atlantic, 1979)

Con Jeremy Steig
- Firefly (CTI, 1977)

Con Peter Allen
- Continental American (A&M, 1974)

Con Gábor Szabó
- Macho (Salvation, 1975)

Con Charles Tolliver
- Impact (Strata-East, 1975)

Con Steve Turre
- The Rhythm Within

Con Stanley Turrentine
- The Man with the Sad Face (Fantasy, 1976)
- Nightwings (Fantasy, 1977)

Con Frankie Valli
- Closeup (Private Stock, 1975)

Con Cedar Walton
- Beyond Mobius (RCA, 1976)

Con Randy Weston
- Tanjah (Polydor, 1973)

Con Lou Reed
- Sally Can't Dance (RCA, 1974)
- New Sensations (RCA, 1984)

Con Gerald Wilson
- New York, New Sound (Mack Avenue, 2003)
- In My Time (Mack Avenue, 2005)
- Monterey Moods (Mack Avenue, 2007)
- Detroit (Mack Avenue, 2009)

Con Tatsuro Yamashita
- Circus Town (1976)
- Pocket Music (1986)
- Boku No Naka No Syounen (1988)

Con Jaco Pastorius
- Invitation (1983)